# Università tecnica di Istanbul
İstanbul Teknik Üniversitesi (in italiano: Università tecnica di Istanbul), anche conosciuto con l'acronimo İTÜ, è un istituto universitario a Istanbul, Turchia. Fondata nel 1773, è la seconda più antica università ed è uno dei più importanti istituti di istruzione in Turchia. Attualmente l'Università conta circa 21.000 studenti iscritti.

## Sport
L'università è rappresentata nel football americano dagli ITÜ Hornets.